# 6512 de Bergh
6512 de Bergh eller 1987 SR1 är en asteroid i huvudbältet som upptäcktes den 21 september 1987 av den amerikanske astronomen Edward L.G. Bowell vid Anderson Mesa Station. Den är uppkallad efter fransyskan Catherine de Bergh.
Asteroiden har en diameter på ungefär 8 kilometer.